# Pallavicini György (politikus, 1912)
Őrgróf Ifjabb Pallavicini György (Tiszadob, 1912. július 11. – Szibéria, 1940-es évek vége?) legitimista, katolicista politikus, a Hitler-ellenes katonai és polgári ellenállás tagja a második világháború idején, német és szovjet politikai fogoly, mártír. Testvére, Pálinkás-Pallavicini Antal az 1956-os forradalom mártírja.

## Élete

### Fiatalkora
Apja, Idősebb Pallavicini György országgyűlési képviselő volt, aki a legitimista arisztokrata táborhoz tartozott, és akinek politikai pályafutását örökös ellenzékiség és botrányok jellemezték. Anyja, Andrássy Borbála (1890–1968) az ellenzékiségéről elhíresült négy Andrássy-lány egyike volt. Mire ő fölnevelkedett, a család már elvesztette a birtokait. Apja a politikai munka mellett különféle részvénytársaságokban töltött be tisztségeket a megélhetésükért.
Elemi iskoláit falun, a Somogy vármegyei Mosdóson végezte, ahol a Pallavicini családnak kastélya állt. Az elemit kilencévesen fejezte be. Ekkor egy évre Svájcba küldték angolul, franciául és németül tanulni. Középiskolai tanulmányait Budapesten és Pécsett folytatta, utóbbi helyen kitűnt szónoki beszédeivel és bölcseleti előadásaival.
Később beiratkozott a budapesti jogi karra. Két év múlva azonban a belgiumi Louvain egyetemre távozott, ahol Habsburg Ottó magyar trónörökös tanult. Több cikket írt ekkoriban a belga helyzetről, különös tekintettel a katolicizmus térhódítására a liberalizmussal szemben.

### Legitimista szervezkedés
Hazatérve megalapította az elsősorban legitimista, fiatal arisztokratákat egybefogó Szent István Bajtársi Egyesületet. Az egyesületnek gyakran voltak összetűzései más egyetemi ifjúsági szervezetekkel, ezek néha a tettlegességig fajultak.
Részt vett a Csütörtöki Társaság megalapításában és vezetésében, amely ugyancsak főképp legitimista alapon szerveződött. A Társaság tagja volt Sigray Antal, Baranyay Jusztin, de eljárt az ülésekre Bajcsy-Zsilinszky Endre, sőt népírók, szocialisták, keresztényszocialisták is.
Testvérével, Antallal résztvevői voltak a nagynénje, herceg Odescalchi Károlyné (gróf Andrássy Klára) és gróf Szapáry Erzsébet által szervezett péntek esti összejöveteleknek a dunaparti Andrássy-palotában. E találkozók célja az volt, hogy összeismertesse az angolszászbarát, Hitler-ellenes erőket, így a legitimisták mellett a szocialisták, kommunisták és az angol követség munkatársai is meghívottak voltak ott.
1935-ben eljegyezte a Rimamurányi Vasmű elnökének leányát, Biró Ágnest, aki a leggazdagabb menyasszony volt az országban. Házasságot azonban nem kötöttek.

### A második világháború alatt
1939-től Antallal munkát vállalt az Andrássy Klára és Szapáry Erzsébet vezette Magyar–Lengyel Menekültügyi Bizottságnál, amely számos módon támogatta a Magyarországra érkező, háború elől menekülő lengyeleket. Kapcsolatot tartott fenn Magyarországon bujkáló franciákkal, hollandokkal. Röplapokat terjesztett.
1942-ben tagja lett a Magyar Szemle-körből megalakult, havonta összejáró csoportnak. A csoport tagja volt Szegedy-Maszák Aladár diplomata, Kovács Imre, a Nemzeti Parasztpárt későbbi főtitkára, Szabó Zoltán szociológus, Keszthelyi Nándor neokatolikus, később kommunista ügyvéd, Katona Jenő és Borbély Mihály orvosok, Gogolák Lajos történész, szlavista és mások.

### Német megszállás
1944-ben rövid ideig bujkált a németek elől. Közben elhatározta, hogy pap lesz. Az ajánlói Apor Vilmos és Mindszenty József püspökök voltak. Az év közepén részt vett a katonai ellenállás megszervezésében. Így az apja által vezetett Magyar Front és utódja, a Magyar Nemzeti Függetlenségi Front munkájában, hivatásos katonákkal dolgozva együtt. A Kettőskereszt Vérszövetség nevében kb. 20 legitimistát képviselt e szervezetekben, jó kapcsolatokat ápolva Szakasits Árpáddal, Tildy Zoltánnal, a kommunista Losonczy Gézával és Donáth Ferenccel. A képviselt „szentistvánosok” közé tartozott Sigray Antal, Esterházy Móric, Pálffy Géza, Apponyi György, Dessewffy Gyula. Baloldaliak voltak Kovács Imre, Szakasits Árpád, Markos György. Üléseiket Zugligeten, a Remete úti Pallavicini-palotában tartották. 
1944-ben a keresztényszociális irányultságú Kereszténydemokrata Néppárt (KDNP) megalapításában ugyancsak közreműködött. Júliusban részt vett több titkos, éjszakai tárgyaláson Esztergomban, ahol a mozgalom igazgatói mellett Pálffy István volt még meghívott.
A párttá alakulást Serédi Jusztinián hercegprímás támogatta. A párt szószólója Apor Vilmos győri püspök lett, Pálffy pedig (Apor unokaöccse) a vezetője. A pártalapításban Mindszenty és Kovrig Béla is közreműködött. Nem sokra rá a Magyar Front nevében titkos memorandumot adtak át Horthy Miklós kormányzónak, követelve a háborúból való kilépést, s jelezve, hogy új koalíciós kormányt akarnak alapítani. Ő megjelent a KDNP alakuló ülésén október 13-án, de tagságot végül nem vállalt, mivel a legitimista, királypárti eszméket nem fogadták el.
Az 1944-es kiugrási kísérlet bukása, a nyilas hatalomátvétel után Antallal és Pálffyval az ellenállási katonai egységekhez indultak felvenni a harcot. Útközben áruló katonák letartóztatták őket. Pálffyt mint országgyűlési képviselőt, és testvérét mint sebesült frontkatonát (gyógykezelés miatt volt épp Budapesten) szabadon engedték. Őt azonban Sopronkőhidára, majd Dachauba szállította a Gestapo.

### Német és szovjet fogságban
A koncentrációs táborban beíratott teológusként a papi blokkba került. A fogságot jól viselte, Prohászka Ottokár könyvét olvasta. 1945. április 29-én szabadították föl, a testsúlya negyven kiló volt.
Hazatérve újraszervezte a Csütörtöki Társaságot és a legitimista erőket. Felvetődött, hogy utazzon el Belgiumba Habsburg Ottóval tárgyalni. Kétszer találkozott vele, 1945-ben és 1946-ban. A trónörökös azt üzente általa Magyarországra, hogy nem önálló legitimista pártra van szükség, hanem olasz, francia, német mintájú kereszténydemokrata néppártra.
Közben Mindszenty vatikáni követnek akarta kineveztetni. Ő pedig jó kapcsolatot épített ki angol és amerikai budapesti diplomatákkal, de még Duff Cooper párizsi amerikai nagykövettel is. Ebben az időben a Hazai Fésüsfonó és Szövőgyár alkalmazottja volt, ahol apja is dolgozott. A gyár nevében sikeres tárgyalásokat folytatott Németországban elhurcolt gépek Magyarországra történő visszaszállítása ügyében amerikaiakkal és angolokkal.
Külföldi útjai miatt felfigyelt rá az NKVD. 1946. május 6-án önként jelentkezett az Andrássy út 60-ban, hogy a nyomozók rendelkezésére álljon. Távozásakor az utcán autóba tuszkolták, és a Vilma királynő út (ma: Városligeti fasor) 33. szám alá szállították, ahol a szovjet titkosrendőrség, az MVD központi zárkája működött. Vád szerint Habsburg Ottó megbízásából szervezte a magyar legitimista pártot, és szervezkedik a kommunista párt és a szovjet megszállók ellen. Évekkel később, az 1949-es Mindszenty-perben ugyancsak állították, hogy ő szervezte meg Habsburg Ottó és Mindszenty chicagói találkozóját.

### Halála
1946. október 16-án átszállították a Conti (ma: Tolnai Lajos) utcai gyűjtőbörtönbe, majd egy nagyobb szállítmánnyal Lembergbe, ami ekkor már nem Lengyelország, hanem a Szovjetunió (Ukrajna) része volt. Itt kórházba került hosszú hónapokra. Kiss Károly adatai szerint a Baden bei Wienben működő NKVD-börtönben őrizték, és egy különleges katonai bíróság 10 évi kényszermunkára ítélte a szovjet btk. 58. cikke alapján.
Német Sándor sportoló a családnak arról nyilatkozott, hogy 1947 tavaszán a szibériai Teisel-lakba vitték, és a büntetőtáborban ismét megbetegedett. Ételt és orvosi segítséget azonban már nem fogadott el, s néhány hét múlva elhunyt.
A szovjet hatóságok 1990-es évekbeli tájékoztatása szerint 1948. május 27-én halt meg tüdőtuberkulózisban Szaragulkában, a Vosztok-Urallaga büntetőtáborban.
Egy családfakutató adatbázis a halál időpontját 1949. július 12-ében jelöli meg.